# 비슬산

## 개요
비슬산(琵瑟山)은 대한민국 대구광역시 달성군과 경상북도 청도군, 경상남도 창녕군의 사이에 있는 높이 1,084m의 산이다. 1986년 2월 22일에 군립공원으로 지정되었다.
'신증동국여지승람'과 '달성군지'에는 비슬산을 일명 포산(苞山, 수목에 덮여 있는 산)이라 한다고 기록되어 있다. '유가사사적(瑜伽寺寺蹟)'에는 산의 모습이 거문고와 같아서 비슬산(琵瑟山)이라고 하였다는 기록이 있다.
암괴류(岩塊流)는 큰 자갈 또는 바위 크기의 둥글거나 각진 암석 덩어리들이 집단적으로 산 사면이나 골짜기에 아주 천천히 흘러내리면서 쌓인 암괴류는 중생대 백악기 화강암의 거석들로 이루어진 특이한 경관을 보여준다.
뿐만 아니라 규모가 길이 2km, 폭 80m, 두께 5m에 달하고, 암괴들의 직경이 약 1∼2m에 이르는 것으로 국내에 분포하는 수 개의 암괴류 중 규모가 가장 커 학술적·자연학습적 가치가 매우 높다.

## 지리
비슬산의 최고봉은 천왕봉(天王峰)으로, 높이는 1,084m에 이르며, 천왕봉을 중심으로 여러 봉우리들이 남북으로 이어져 있다. 남쪽으로는 대견봉(大見峰), 월광봉(月光峰), 석검봉(石劍峰), 조화봉(照華峰), 관기봉(觀機峰) 같은 높은 봉우리들이 있고, 북쪽으로는 상대적으로 낮은 함박산과 삼필봉(三筆峰)이 자리한다.
북동쪽으로는 삼봉재(三峰峴), 헐티재(歇峴峴), 원계재(元溪峴), 통점령(通店嶺), 최정산(最頂山) 등이 이어지며 가창면으로 뻗어나가고, 청룡산(靑龍山)과 산성산(山城山)을 거쳐 대구의 앞산과 연결된다. 북서쪽으로는 옥포읍과 논공읍 방향으로 대방산(大方山)과 금계산(金鷄山) 같은 산들이 존재한다.
비슬산 800m 이상의 고도에선 평탄면이 나타난다. 이는 과거 이 지역이 지금보다 낮고 완만한 구릉지였던 시기에 형성되었는데, 지각 융기와 하천 침식이 반복되면서, 평탄한 산정과 급경사 사면이 함께 나타나는 독특한 지형이 형성되었다. 이러한 지형 덕분에 비슬산을 중심으로 여러 하천이 방사상으로 흐르고 있으며, 그중 신천이 가장 큰 하천이다. 기세곡천(奇世谷川)이라는 직선 유로의 하천도 있으며, 상류에는 용연사(龍淵寺)라는 사찰이 있다.
비슬산 주변의 산성산(山城山)과 청룡산(靑龍山) 같은 산들도 비슷한 지형적 특징을 보이는데, 500m 이상의 고도에서 경사가 완만해지며 평탄면이 나타난다. 이러한 지형 덕분에 비슬산은 다양한 생태계와 아름다운 자연 경관을 자랑한다.
비슬산은 주로 백악기의 유문암과 안산암질 각력암으로 구성되어 있고, 남서부는 각섬석흑운모화강암으로 이루어져 있다. 이처럼 비슬산은 다양한 지형과 지질학적 특성을 지니고 있다.

## 관광
비슬산은 사계절 내내 자연을 즐길 수 있는 장소이다. 봄에는 진달래를 비롯한 여러 꽃들이 피며, 여름에는 근처 계곡으로 가족들이 물놀이를 한 뒤 근처 자연휴양림과 캠핑장에서 하룻밤 자고 가기도 한다. 등산 시즌인 가을엔 대구에 산 좋아하는 사람이라먼 한번쯤은 꼭 가는게 비슬산이고, 심지어 겨울에도 얼음 동산을 중심으로 한 얼음축제가 열리며 사람들이 몰리고 있다.
지자체에서도 비슬산을 중심으로 셔틀버스를 운영하는 등 비슬산 관광에 신경을 쓰고 있다. 비슬산 근처에는 캠핑장, 휴양림이 많으며 심지어는 관광호텔도 있다. 한때 달성군에서 비슬산에 케이블카 설치 사업을 추진한 적이 있으나, 환경단체와 시민부의 반대로 인해 현재는 무산된 상태이다.

### 사찰

#### 비슬산 3대 사찰
- 용연사 (龍門寺)  :  달성 용연사 금강계단,  대구 용연사 목조아미타여래삼존좌상 및 복장유물,  달성 용연사 삼층석탑등의 여러 문화재가 존재한다.
- 대견사 (大見寺): 남북국 시대에 세워진 달성 대견사지 삼층석탑이 존재한다.[9]
- 유가사 (瑜伽寺)  : 한때 일연 스님이 거주했다고 알려진 대구의 유명 사찰.

#### 그 외 사찰
- 소재사 (消災寺)
- 임휴사(臨休寺)
- 용천사(湧泉寺)

## 비슬산의 축제

### 비슬산 얼음축제
대구광역시 달성군 유가읍에 위치한 비슬산 자연휴양림에서 매년 1월에 개최되는 얼음축제. 겨울에 열리는 겨울축제로 비슬산 참꽃문화제와 함께 달성군, 비슬산을 대표하는 축제 중 하나이다. 대구에서 유일한 얼음축제이기도 하다.
1998년 대구시와 달성군은 비슬산을 찾는 관광객과 등산객을 위해 비슬산 자연휴양림 내 야영장 계곡에 얼음 동산을 조성하기 시작하였다. 처음에는 얼음 축제라는 명칭을 사용하지 않았으나, 관람객들의 큰 호응을 받으면서 다양한 행사를 유치하고 ‘비슬산 얼음축제’라는 공식 명칭을 사용하게 되었다.축제에서는 길이 200m, 넓이 20m, 두께 2~5m의 거대한 얼음 동산 빙벽, 얼음 동굴, 이글루, 얼음 미끄럼틀, 썰매장과 다양한 테마의 얼음 조각 전시회 등 다양한 체험 활동을 즐길 수 있다.
2016년 기준 비슬산 얼음축제는 축제 기간 중 총 15만 명, 주말 기간에는 2만 명이 넘는 사람들이 찾아오는 대구의 인기 축제로 자리 잡았다.

## 천연기념물
- 달성 비슬산 암괴류 (천연기념물 제435호)

## 비슬산 야생화
- 산수국
- 꽃창포
- 꿀풀
- 큰뱀무
- 풀싸리
- 범꼬리
- 꿩의다리
- 갈퀴나물
- 비비추
- 흰여로
- 미역줄나무
- 중나리

## 교통
비슬산을 방문하려면 대구와 현풍간 직행버스가 대구 서부시외버스 터미널에서 30분간격으로 있다. 또한 대구시내 일반버스가 토요일과 일요일, 공휴일에 운행되며 자가용을 이용할 때는 대구에서 현풍방면 국도5호선 또는 중부내륙고속국도를 이용하면 된다.

## 기타
'비슬'이라는 명칭이 달성군에서 종종 사용된다. 학교 문화행사는 '비슬문화축제', 기숙사는 '비슬빌리지'라 부르는 등 캠퍼스 곳곳에 비슬의 이름이 깃들어 있다. 또한, 인근 지역에서도 비슬초등학교, 비슬고등학교, 비슬1번 버스 등 다양한 지명으로 사용되며 지역을 대표하는 상징으로 자리 잡고 있다.
비슬산은 TV 촬영지로도 많이 사용되었다. 런닝맨, 슈퍼맨이 돌아왔다와 같은 예능부터, 추노, 대왕의 꿈, 장영실, 달의 연인 등의 드라마 촬영지로도 사용되었다.
2020년 2월, 비슬산에서 천연기념물로 지정된 산양의 배설물이 발견되어 많은 이들의 관심을 받았다. 이 외에도 비슬산은, 담비와 삵을 비롯한 다양한 야생 동물들이 서식하고 있어 생태적 가치가 높다.
국가유산채널(K-Heritage Channel)에서는 비슬산의 역사와 문화를 다룬 단편 다큐멘터리를 제작한 바 있다. 이 다큐멘터리는 일연 스님이 머물렀던 유가사를 중심으로, 그가 남긴 유산과 불교 문화의 흔적을 조명한다.

## 같이 보기
- 한국의 산
- 신천